# Moutarde de Bénichon
La moutarde de Bénichon est une spécialité du canton de Fribourg, en Suisse. Il s'agit d'une « confiture d'épices » aigre-douce, composée de farine de moutarde, de farine fleur, de vin blanc, de « vin cuit », de sucre candi et d'eau. Le mélange est parfumé avec de la cannelle, de l'anis étoilé et des clous de girofle.
Il en existe des versions plus ou moins douces, plus ou moins piquantes. On la consomme avec la cuchaule, une sorte de brioche au safran.
Elle est traditionnellement dégustée à l'occasion de la fête de la Bénichon durant l'automne.